# Reprezentacja Wysp Salomona w piłce nożnej plażowej mężczyzn
Reprezentacja Wysp Salomona w piłce nożnej plażowej - reprezentuje Wyspy Salomona na międzynarodowych rozgrywkach beach-soccerowych. Jest to najbardziej utytułowany zespół Oceanii w tej dyscyplinie, o czym świadczą zwycięstwa we wszystkich dotychczas zorganizowanych imprezach mistrzowskich na kontynencie, co dawało zespołowi możliwość gry na Mistrzostwach Świata (w sumie czterokrotnie).

## Mistrzostwa Świata
- 1995-2005 - nie brała udziału
- 2006 - faza grupowa
- 2007 - faza grupowa
- 2008 - faza grupowa
- 2009 - faza grupowa

## Mistrzostwa Oceanii
- 2006 - MISTRZOSTWO
- 2007 - MISTRZOSTWO
- 2008 - zespół został wytypowany do udziału w MŚ bez konieczności rozgrywania turnieju eliminacyjnego
- 2009 - MISTRZOSTWO

## Skład reprezentacji
podczas MŚ 2009
| nr | Zawodnik              | Data urodzenia |
| -- | --------------------- | -------------- |
| 1  | Henry Padaverana (BR) | 16.06.1987     |
| 2  | Timothy Wale          | 06.07.1987     |
| 3  | Franco Nee            | 09.03.1987     |
| 4  | Eddie Ngaitin         | 12.04.1985     |
| 5  | Hickly Rence          | 16.07.1985     |
| 6  | Muri Makaa            | 29.12.1983     |
| 7  | Michael Taeman        | 04.11.1987     |
| 8  | Omo                   | 12.10.1976     |
| 9  | Robert Laua           | 08.09.1991     |
| 10 | James Naka            | 09.10.1984     |
| 11 | Gibson Hosea          | 06.10.1987     |
| 12 | Fred Hale (BR)        | 17.07.1979     |